# Angélique Roujas
Angélique Roujas (Château-du-Loir, 15 settembre 1974) è un'ex calciatrice francese, di ruolo attaccante.

## Carriera

### Calciatrice

#### Club
Nata nel 1974 a Château-du-Loir, nei Paesi della Loira, Francia centro-occidentale, è cresciuta nelle giovanili del Le Grand Lucé, prima di passare a 13 anni, nel 1987, al Le Mans, con il quale è arrivata in prima squadra nel 1993, rimanendovi fino al 1996.
A 22 anni, nel 1996, si è trasferita al La Roche-sur-Yon, con il quale è arrivata due volte seconda in campionato, in entrambi i casi dietro al Tolosa, restando fino al 2001, quando si è ritirata, all'età di 27 anni.

#### Nazionale
Ha debuttato in nazionale maggiore l'8 settembre 1995, in amichevole contro l'Ungheria, vinta per 2-0, entrando al 77' al posto di Marielle Breton. L'esordio ufficiale è arrivato invece il 6 aprile 1996 nel successo per 2-1 sul campo dei Paesi Bassi a Sassenheim, nelle qualificazioni all'Europeo di Norvegia e Svezia 1997.
Ha realizzato la sua prima rete il 28 settembre 1996, in casa ad Avranches contro la Finlandia nel play-off delle qualificazioni all'Europeo di Norvegia e Svezia 1997, sfida vinta per 3-0, nella quale ha realizzato l'1-0 al 24'; le francesi avevano già vinto la gara d'andata in trasferta per 2-0 e si qualificarono così per la fase finale del torneo.
Nel 1997 è stata convocata dal CT Aimé Mignot per l'Europeo di Norvegia e Svezia, il primo di sempre per le francesi. Utilizzata in tutte e tre le gare, ha pareggiato per 1-1 all'esordio contro la Spagna, vinto per 3-1 alla seconda contro la Russia, ma perso per 3-0 all'ultima contro la Svezia, uscendo con 4 punti, gli stessi delle spagnole, seconde, ma con una differenza reti peggiore. Roujas ha segnato tutti i gol francesi nella prima esperienza europea, pareggiando al 50' contro le iberiche e segnando una tripletta al 27', al 56', dopo il momentaneo pareggio delle avversarie al 52', e al 74' contro le russe; queste 4 marcature le hanno consentito di vincere la classifica capocannoniere del torneo, a pari merito con l'italiana Carolina Morace e la norvegese Marianne Pettersen.
Anche la successiva commissaria tecnica Élisabeth Loisel l'ha inserita nella rosa delle 20 per l'Europeo di Germania 2001, nel quale Les Bleues sono state battute nelle prime due gare, 3-0 dalla Norvegia e 4-3 dalla Danimarca, venendo eliminate, e hanno ottenuto una vittoria, inutile, soltanto all'ultima gara, battendo 2-0 l'Italia. Roujas ha giocato nelle due gare perse, chiudendo la carriera in nazionale il 28 giugno 2001, con la 51ª e ultima presenza (con anche 14 reti segnate) nella sconfitta per 4-3 contro la Danimarca.

### Allenatrice
Al termine della carriera, nel 2001, è diventata allenatrice giovanile nella federazione regionale della Bassa Normandia. Nel 2004 è passata al Centre technique national Fernand Sastre di Clairefontaine-en-Yvelines, quartier generale della federazione calcistica francese, allenando le giovani, delle quali è diventata responsabile nel 2006 e guidando anche il CNFE Clairefontaine. È rimasta in federazione fino al 2013.
Dall'estate 2014 è diventata direttrice sportiva del settore femminile del Metz. Ha lasciato l'incarico nel 2019, tornando al La Roche-sur-Yon, diventando responsabile del settore giovanile e guidando la squadra Under-19.

## Palmarès

### Individuale
- Capocannoniera del Campionato europeo: 1

Norvegia e Svezia 1997 (4 reti)